# Nedocromil
Nedocromil ist ein Arzneistoff, der zur Prophylaxe und Behandlung allergischer Beschwerden eingesetzt wird und im deutschsprachigen Raum von der Firma Sanofi-Aventis vertrieben wird.

## Pharmakologie

### Anwendungsgebiet und Wirkweise
Nedocromil wird neben Cromoglicinsäure zur Behandlung der saisonalen  allergischen Konjunktivitis (allergische Bindehautentzündung) eingesetzt.
Sie gehören beide zur Wirkstoffgruppe der Cromone.
Beide Substanzen können auch als Alternative zu Glukokortikoiden beim leichten allergischen und nicht-allergischen Asthma sowie prophylaktisch inhalativ verabreicht werden. Zur Behandlung von akuten Asthma-Beschwerden ist Nedocromil jedoch nicht geeignet.
Nedocromil hat eine stabilisierende Wirkung auf die Histamin-speichernden oder -produzierenden Mastzellen durch Degranulationshemmung, das heißt durch Hemmung der Freisetzung von Mediatoren. Diese Wirkung tritt in vollem Umfang allerdings erst etwa einen Monat nach Behandlungsbeginn auf.

## Handelsnamen
Die Monopräparate enthalten das Dinatriumsalz (CAS-Nr. 69049-74-7): Irtan (D), Tilade (A) und Tilavist (A, CH).